# Cryphaea rutenbergii
Cryphaea rutenbergii là một loài Rêu trong họ Cryphaeaceae. Loài này được Müll. Hal. miêu tả khoa học đầu tiên năm 1881.